# Caminho de Goiás
O chamado Caminho de Goiás ou Picada de Goiás foi uma das Estradas Reais surgidas no Brasil em função da mineração, no século XVIII.
Foi estabelecido em função da descoberta de ouro no sertão de Goiás, região que, em 1748 seria elevada à condição de capitania.
A sua importância era de tal ordem que, em 1720 a Coroa Portuguesa estipulou a pena de morte para quem abrisse, sem autorização, outros caminhos entre a capitania de Minas Gerais e Goiás, determinações reiteradas em 1733 e 1758.
Os responsáveis pela abertura da "picada" foram Francisco Rodrigues Gondim (1738-1763) e Manuel Rodrigues Gondim, que se radicaram em Itapecerica.
Essa via iniciava-se em Pitangui, em Minas Gerais, permitindo o abastecimento da nova região aurífera, a imigração e o escoamento da sua produção mineral. O troço adiante de Meia Ponte, na estrada para Vila Boa de Goiás, prolongamento da chamada Estrada Real, era calçado. O Caminho de Goiás prolongava-se daí em diante, alcançando Vila Bela da Santíssima Trindade no sertão do Mato Grosso.
No total, o chamado Caminho de Goiás estendia-se por 266 léguas (c. 1.596 quilômetros), separando Vila Boa de Goiás do Rio de Janeiro, e consumindo cerca de três meses de viagem.
A riqueza que transitava na Picada de Goiás atraia os quilombolas da região.. Luiz Gonzaga da Fonseca, no seu livro "História de Oliveira", na página 37, descreve o caos provocado no Caminho de Goiás, a Picada de Goiás, pelo quilombolas do Quilombo do Ambrósio, o principal quilombo de Minas Gerais:
"Não há dúvida que esta invasão negra fora provocada por aquele escandalosa transitar pela picada, e que pegou a dar na vista demais. Goiás era uma Canaã. Voltavam ricos os que tinham ido pobres. Iam e viam mares de aventureiros. Passavam boiadas e tropas. Seguiam comboios de escravos. Cargueiros intérminos, carregados de mercadorias, bugigangas, minçangas, tapeçarias e sal. Diante disso, negros foragidos de senzalas e de comboios em marcha, unidos a prófugos da justiça e mesmo a remanescentes dos extintos cataguás, foram se homiziando em certos pontos da estrada ("Caminho de Goiás" ou "Picada de Goiás"). Essas quadrilhas perigosas, sucursais dos quilombolas do rio das mortes, assaltavam transeuntes e os deixavam mortos no fundo dos boqueirões e perambeiras, depois de pilhar o que conduziam. Roubavam tudo. Boidadas. Tropas. Dinheiro. Cargueiros de mercadorias vindos da Corte (Rio de Janeiro). E até os próprios comboios de escravos, mantando os comboeiros e libertando os negros trelados. E com isto, era mais uma súcia de bandidos a engrossar a quadrilha. Em terras oliveirenses açoitava-se grande parte dessa nação de “caiambolas organizados” nas matas do Rio Grande e Rio das Mortes, de que já falamos. E do combate a essa praga é que vai surgir a colonização do território (de Oliveira (Minas Gerais) e região). Entre os mais perigosos bandos do Campo Grande, figuravam o quilombo do negro Ambrósio e o negro Canalho."
Era percorrido por tropas de vinte a cinquenta mulas, cada animal carregado com de sete a oito arrobas nas "bruacas" sob a direção do "arrieiro", que comandava os "tocadores". Essas comitivas transportavam, além dos próprios animais e de escravos, itens tão diversos como:
- gêneros alimentícios (azeite, farinha de trigo, sal, vinhos);
- especiarias (cravo-da-índia, canela, pimenta-do-reino);
- unguentos;
- tecidos (veludo, cetim, linho, tafetá, chita, baeta, estopa, aniagem, panos da Bretanha e de Hamburgo, cobertores de Castela, linhas de coser, rendas, fitas e galões)
- armas, pólvora e chumbo;
- ferragens (ferro, implementos agrícolas, fechaduras, peneiras de arame);
- louças e vidros;
- papéis e tintas (artísticas e de escrever)

## Serra da Saudade
CARLOS CUNHA CORREA; Serra da Saudade, Rio de Janeiro,1948
1. ↑  História de Oliveira,Edição Centenário, 1961, p. 37 - sem citar qualquer fonte. A evidência é a de que sua fonte tenha sido a Carta da Câmara de Tamanduá à Rainha, 1793, publicada pela Revista do APM, ano II, 1897. Vide ainda Quilombo do Campo Grande - História de Minas que se Devolve ao Povo, p. 355-363.